# نايل دي ماركو
نايل دي ماركو (لغة إنجليزية: Nyle DiMarco)؛ (8 مايو 1989) ممثل وعارض أميركي، وهو المتنافس الأصم الأول والوحيد الذي ظهر على برنامج أميركا نيكست توب موديل.

## خلفية
ولد دي ماركو في كوينز، نيويورك، نيويورك. أتيًا من عائلة صماء، حيث أبويه وأخوته وأجداده كلهم قد ولدو أصماء. نشأ في فريدريك، ماريلاند وتخرج من جامعة جالوديت مع شهادة في الرياضيات. يعيش دي ماركو في نيويورك. دي ماركو يعتبر لغة الإشارة الأميركية لغته الأم كما يتقن قراءة الشفاه والتواصل غير كلامي.

## المسيرة المهنية

### النمذجة
عمل دي ماركو كعارض حر لحوالي السنة قبل اتصاله بمنتجي أميركا نيكست توب موديل. حيث اكتشفوا ذي الـ25 عامًا عن طريق حسابه على الإنستغرام دون أن يدركوا أنه أصم.

### التمثيل
مثلَّ دي ماركو بدورٍ رئيسي في الفِلم المستقل في العلبة تحت إنتاج أفلام أي إس إل، الفلم يروى بلغة الإشارة الأميركية مع ترجمة فيديو باللغة الإنجليزية. كما لعب دور غاريت بانديتشي في مسلسل بُدّلتا عند الولادة على شبكة أي بي سي للعائلة.

## النشاط
لا يعتبر دي ماركو نفسه «معاق» لصممه ويرى أن صورته فرصة لخلق وعي لعالم غير الصم. ويرى أن الصمم ميزة في عالم العرض بسبب اعتياده على نقل الرسائل من دون التحدث. ويشعر أيضًا أن أدور الصم ينبغي أن يؤديها ممثلين أصماء.

## حياته الشخصية
خلال حلقة من أميركا نيكست توب موديل، صرح دي ماركو بأن لديه شقيق توأم اسمه نيكو، والذي لديه شعر أحمر وأنهما ليس متشابهان في الشكل. في أكتوبر، خلال منتصف موسم البرنامج، سُئل دي ماركو عن هويته الجنسية، وقد رد بأنه يرى نفسه مائع جنسيًا.

## الظهور الإعلامي
- 2015 أنترتانمنت تونايت[12]

## روابط إضافية
- الموقع الرسمي
- نايل دي ماركو على موقع IMDb (الإنجليزية)
- نايل دي ماركو على موقع ميتاكريتيك (الإنجليزية)
- نايل دي ماركو على موقع روتن توميتوز (الإنجليزية)
- نايل دي ماركو على موقع ألو سيني (الفرنسية)
- نايل دي ماركو على موقع قاعدة بيانات الفيلم (الإنجليزية)